# 王德炳
王德炳（1937年—），男，河南方城人，中国医学教育家。曾任北京大学人民医院血液病研究所所长、主任医师。

## 生平
1960年毕业于北京医科大学医学系。1987年任北京医科大学副校长；1991年6月任北京医科大学校长。2000年4月任北京大学党委书记。两校合并后的新北京大学首任党委书记（2000年4月至2002年4月）。

## 学术贡献
发表论文50余篇，专长内科血液病，白血病的基因诊断及治疗、巨核细胞造血调节研究。

## 社会兼职
- 第九、十届全国政协委员
- 中国高等医学教育学会会长
- 中国医师协会副会长
- 全国高等学校设置评议委员会副主任委员
- 全国高等教育自学考试指导委员会医药学类专业委员会主任
- 卫生部国际与合作中心理事会理事
- 全国临床医学专业学位教育指导委员会委员
- 中国医药信息学会主任委员
- 中国免疫学会血液免疫专业分会主任委员
- 高等医学教育委员会副主任委员
- 中华医院管理学会卫生部属（管）医院管理分会主任委员
- 北京医科大学校友会会长

## 荣誉
- 香港科技大学荣誉博士（2001年11月）
- 澳大利亚La Trobe 大学荣誉博士（2002年6月）